# Sobór Przemienienia Pańskiego w Chabarowsku

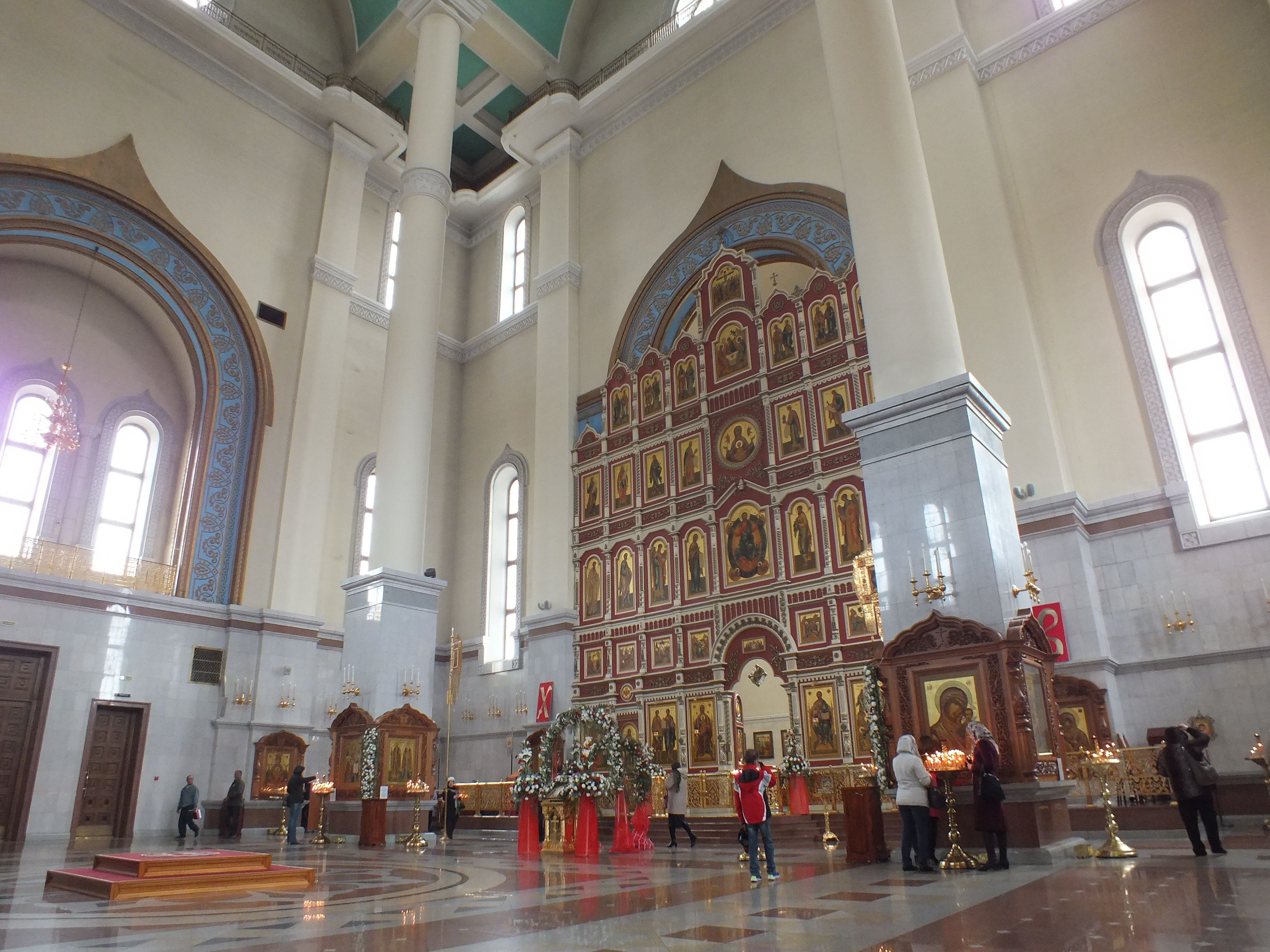
Ikonostas

Sobór Przemienienia Pańskiego – prawosławny sobór w Chabarowsku, katedra eparchii chabarowskiej oraz metropolii nadamurskiej.
Budowa soboru rozpoczęła się w 2001. Autorami projektu świątyni byli Jurij Żywietjew, Nikołaj Prokudin i Jewgienij Siemienow. Obiekt był wznoszony z datków osób prywatnych i instytucji. Gotową świątynię poświęcił 24 października 2004 metropolita kałuski i borowski Klemens.
Sobór reprezentuje tradycyjny styl bizantyjsko-rosyjski; ma pięć kopuł wznoszących się na wysokość 83 metrów. Wnętrze obiektu jest dwupoziomowe. W górnej cerkwi w nabożeństwie może brać udział jednocześnie 2160 osób, w dolnej – 1440. Jest to największa cerkiew w azjatyckiej części Rosji, na wschód od Uralu.